# 埃里克·佩尔松 (游泳运动员)
埃里克·佩尔松（瑞典語：Erik Persson，1994年1月12日—）生于孔斯巴卡，是一名瑞典男子游泳运动员，主攻蛙泳，曾就读于马尔默大学。他因爱好水上活动而开始接触游泳。他的第一个国际主要长池大赛奖牌来自于2020欧洲游泳锦标赛，当时他获得男子200公尺蛙泳铜牌，成为1950年以来首位获得欧锦赛该小项奖牌的瑞典选手。他的首枚世界级大赛奖牌则来自于2022年世界游泳锦标赛，当时他获得男子200公尺蛙泳并列亚军，又成为15年来首位获得世界长池游泳锦标赛游泳项目奖牌的瑞典男选手。